# Parri (cognome)
Parri è un cognome di lingua italiana.

## Varianti
Paretti, Pariati, Parietti, Parillo, Parini, Parola, Paroletti, Parolin, Parolini, Parona, Parone, Paroni, Parrelli, Parrillo, Parrini, Parronchi, Parrucci, Parussa, Parussolo, Paruzzi.

## Origine e diffusione
Il cognome è tipicamente centro-settentrionale.
Potrebbe derivare dal prenome Gaspare ed essere quindi variante del cognome Gaspari, oppure costituire una variante di altri cognomi quali Paris e Patroni.

## Persone
- Carlo Parri (1897-1969) – pittore italiano
- Carlo Parri (1948) – scrittore italiano
- Enrico Parri (1902–...) – politico e sindacalista italiano
- Ferruccio Parri (1890-1981) – politico, antifascista e partigiano italiano